# Emfyteuze
Emfyteuze (řecky ἐμφύτευσις, latinsky emfyteusis = dědičný nájem) je feudální forma dědičného nájmu půdy a to buď na delší dobu, nebo navždy. Je spojována jak s vesnickým, tak městským prostředím vrcholného středověku (období kolonizace). Za pronájem půdy se nájemce zavazoval platit pravidelně dávky anebo pracovat na vrchnostenské půdě. Poplatek či stanovená práce závisela na velikosti lánů a plužiny. Většinou měl nájemce právo se svolením vrchnosti půdu prodat nebo ji svobodně odkázat.
Podle emfyteutického práva byly nejen zakládány nové vesnice a města, ale byla na něj převáděna i starší sídliště, která se dosud řídila českým právem.
Bývá považované za jeden z konstrukčních prvků celého souboru změn, které stály u přerodu raně středověké společnosti ve vrcholně středověkou. Mísí se v něm právo civilní, trestní a dále i různé místní zvyklosti. Její původ se hledá v holandském právu, které si přinesli kolonisté, kteří od poloviny 12. století pronikali skrze Sasko za Labe. Dalším zdrojem bylo právo franské, které si přinášeli kolonisté z jihu a jihozápadu. Skrze Míšeňsko, kde tyto dva právní systémy splynuly, se přes Slezsko dostala na Moravu a do Čech. Nelze je ovšem spojovat výhradně s německým obyvatelstvem, etnicita kolonistů byla různorodá.
Cílem emfyteuze bylo více zainteresovat nájemce na zlepšování podmínek obdělávání půdy. Dalším výrazným faktorem bylo převedení naturálních dávek na peněžní rentu, vrchnost tak získala pravidelný peněžní příjem.
Z mnoha hledisek byl tento nový způsob soužití výhodný i pro nájemce. Právní vztahy se stabilizovaly; půdu rolník získal dědičně a pokud si zakoupil i právo odúmrti, mohl prakticky neomezeně rozhodovat, komu půdu odkáže. Velkou výhodou se z dlouhodobého hlediska stalo i finanční břemeno, neboť reálná hodnota mince během pozdního středověku klesala, zatímco tyto stálé platy byly ze své povahy neměnné.

## Vývoj terminologie
Původně ve 13. století se objevuje v pramenech pojem německé právo resp. právo Němců, výjimečně právo lenní nebo právo dědické (ale to mělo význam i plné koupě půdy). To je v době, kdy většina listin směřovala od panovníka k vrchnosti, které se povolovalo založit město či osadu.
Až později se objevily další názvy a to již v etapě, kdy se německé právo začalo chápat jako právní opatření, které vrchnost adresovala přímo měšťanům či osadníkům. V pramenech jsou užívány označení purkrecht, emfyteutické právo, zákupné, podací, lesní právo, zřídka soukromé právo.
Příkladem uzavřené dohody je záznam o vzniku vesnice Štěpánov:
„Budiž známo, že my, Budiš, opat kláštera v Hradišti, jsme se souhlasem bratří udělili a darovali jakousi novou osadu jménem Štěpánov rychtáři ze Štěpánova a jeho synům, aby ji po vykácení okolního lesa založili v míru a klidu, avšak s tou podmínkou, že po skončení období svobody a v dříve uvedené lhůtě bude každý lán povinen platit věrdunk stříbra, 1 vědro pšenice, 1 žita, 2 vědra ovsa a 3 pocty, totiž na Vánoce 4 kuřata, na Velikonoce 40 vajec a na svatodušní svátky 4 sýry; že nám bude povinen dávat pro naši přízeň 20 denárů, panu biskupovi 6 denárů desátku a dalších 6 ročně na opravu mostů v okolí Olomouce. Panu králi ať je připraven přivést klidného, dobře vypraveného koně, bude-li třeba. Podobně budiž povinen platit všeobecné berně neboli daně našeho pana krále zároveň s poddanými nebo lidmi svými, kdykoli bude vyzván, tak jako jiní poddaní usedlí na statcích našeho opatství. Mimo to jsme na věčné časy dali řečenému rychtáři a jeho synům v majetek 3 svobodné lány a vymýtí-li víc lánů přes počet 50, bude také každý desátý jeho. Rovněž bude mít jeden svobodný mlýn, hospodu a každý třetí denár z řečené vesnice. Bude mít taktéž kováře a pekaře, řeznický krám a ševce. Pojednáno léta páně 1273, dáno v Hradišti na den sv. Víta…“